# تجربة المسيح على الجبل

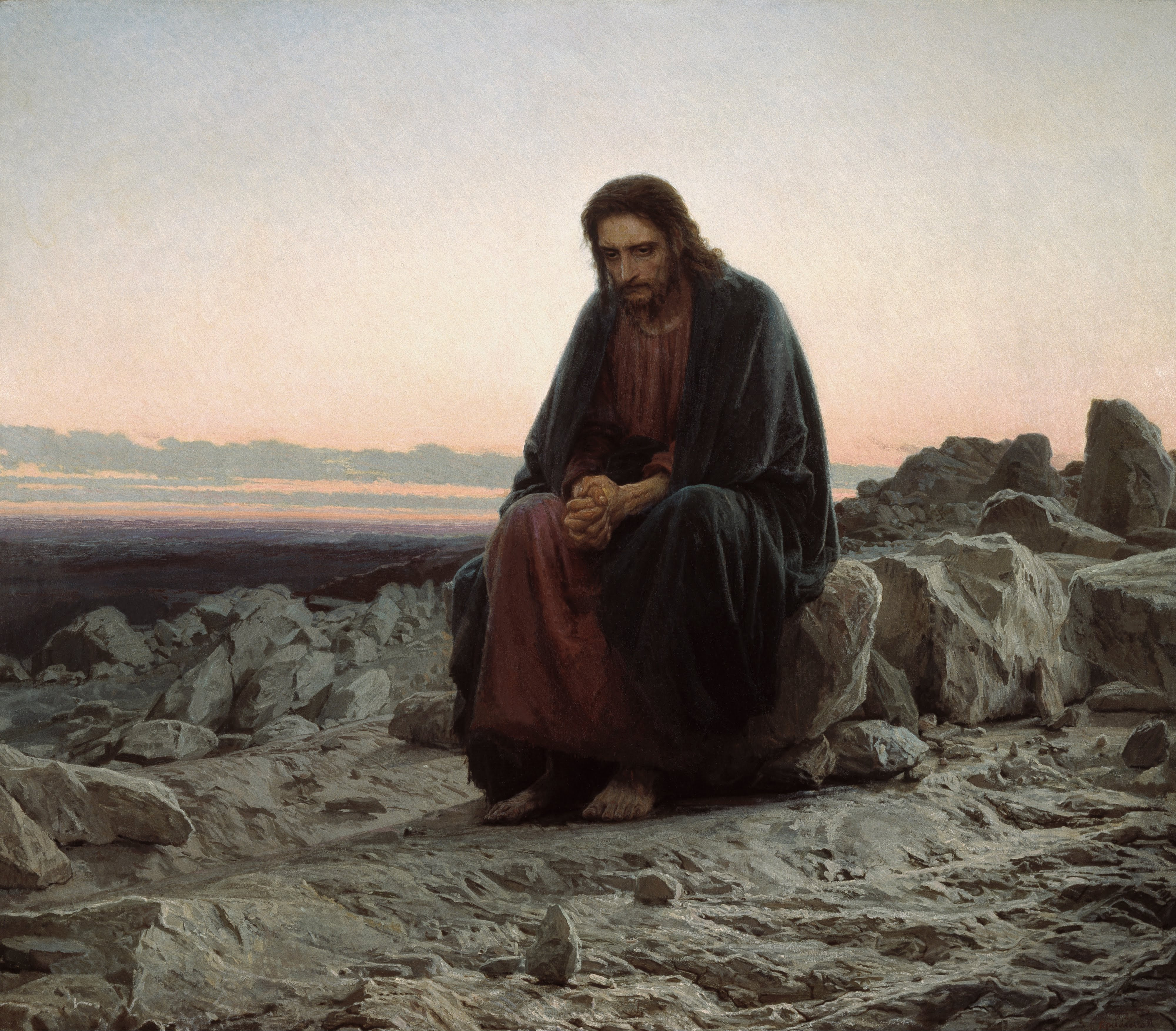
المسيح في الصحراء بريشة إيفان كرامسكوي 1872. غاليري تريتياكوف، موسكو.

تجربة المسيح على الجبل، أو تجربة الشيطان للمسيح، هو الاسم الذي يطلق على ما ورد في إنجيل متى 4: 1-12 وإنجيل مرقس 1: 12-13 وإنجيل لوقا 4: 1-13، والتي جرت للمسيح طبقًا لرواية العهد الجديد بعد عماده، وبعد أن صام أربعين يومًا وليلة، كما صام من قبله موسى على جبل في برية اليهودية في نواحي صحراء النقب الحالية، استذكارًا لهذا الصوم، يصوم المسيحيون الصوم الكبير قبيل أسبوع الآلام.

## الرواية حسب العهد الجديد

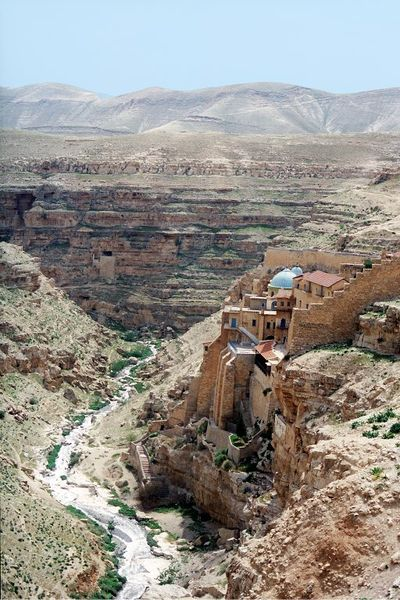
صحراء اليهودية في نواحي النقب، المكان الكتابي لتجربة الجبل.

### «ليس بالخبز وحده يحيا الإنسان»
بعد أن صام المسيح أربعين يومًا وليلة منقطعًا عن الطعام والشراب، تقدّم إليه إبليس مجربًا، وطرح عليه ثلاث أسئلة إحدها مقتبس من الكتاب المقدس، تدور حول حاجات الإنسان، السؤال الأول من إبليس كان حول حاجة جسدية هي الجوع، والثاني حول حاجة عاطفية هي الأمان والرعاية، وأما الحاجة الثالثة فهي نفسية تتعلق بالأهمية والقوة، وإذ كان المسيح صائمًا صوم موسى مدة أربعين يومًا وليلة، كان السؤال الأول من إبليس: «إِنْ كُنْتَ ابْنَ اللهِ، فَقُلْ لِهَذِهِ الْحِجَارَةِ أَنْ تَتَحَوَّلَ إِلَى خُبْزٍ!»، كان رد المسيح مقتبسًا من سفر تثنية الاشتراع: «لَيْسَ بِالْخُبْزِ وَحْدَهُ يَحْيَا الإِنْسَانُ، بَلْ بِكُلِّ كَلِمَةٍ تَخْرُجُ مِنْ فَمِ اللهِ».

### «لا تجرّب الرّب إلهك»
في السؤال الثاني، اقتبس إبليس من سفر المزامير: «اطرح نفسك إلى أسفل، لأنه قد كتب: يوصي ملائكته بك، فيحملونك على أيديهم لكي لا تصطدم رجلك بحجر». حسب تفاسير الكتاب المقدس، فإن الشيطان قد أظهر نفسه يحفظ الكتاب، ولكن لا يطيعه. ردّ المسيح جاء أيضًا من سفر التثنية: «لا تجرّب الرب إلهك»، أما الرؤية الروحية للهيكل، خلال السؤال الثاني فترتبط بكون الهيكل هو المركز الديني لكل الأمة، والمكان الذي كان المنتظر سيأتي إليه. عاد المسيح في مراحل لاحقة لفكرة «لا تجرب الرب إلهك»، على سبيل المثال حينما طلب أحد اليهود من المسيح أن يجترح معجزة، رفض المسيح «لأنه من الخطأ طلب علامات من الله، فهي محاولات لتحريك الله كما تشاء أنت، وهو بذلك ينافي الإيمان، ويحوله إلى صدفة».

### «للرب إلهك تسجد، وإيّاه وحده تعبد»
كان الهيكل أعلى نقطة في القدس القديمة، ويمكن منها رؤية المدينة والسهول والحقول المحيطة بها، اقترح الشيطان على المسيح في السؤال الثالث أن يعاونه للسيطرة على هذه المنطقة بوصفها رمزًا لممالك العالم؛ وللمرة الثالثة اقتبس المسيح من سفر تثنية الاشتراع معلنًا «للرب إلهك تسجد، وإياه وحده تعبد»، وبذلك حسب رواية العهد الجديد يكون المسيح قد هزم الشيطان ولم يقع في فخ التجربة. وحسب الرواية نفسها، فإنه مع انسحاب الشيطان، إذ بملائكة قد جاءت تخدمه. تفيد التجربة على الجبل، بترديد الأصداء المذكورة في سفر التكوين عن الخطيئة الأصلية، وهكذا فإن البشرية التي ضللها الشيطان في جنة عدن بآدم، قد انتصرت على الشيطان في برية قاحلة بالمسيح.

## مواقع خارجية
- تجربة المسيح من الشيطان - الأنبا تكلا.
- إبليس يجرب المسيح - الكلمة.